# 마이코프 문화
마이코프 문화(Maykop culture)는 청동기 시대 캅카스 지역의 서부에 주요하던 고고학적 문화이다. 케르치 해협의 타만반도로부터 오늘날의 다게스탄 국경지대와 남쪽으로는 쿠라강까지 이르렀었다. 이름은 마이코프(майкоп) 인근 쿠반강 골짜기에서 발견된 쿠르간 유적으로부터 온 것이다. 최근의 연구에 의하면 북서캅카스어족의 선조로서 가장 유력한 후보로 여겨지고 있다.
산지에서 계단식 농업을 행한 것으로 보아 밀집하여 정착 생활을 한 것으로 추정되고 있으며, 계단식 농지들의 구조가 수천 년간 남아있어 그 뛰어난 축조 기술을 보여준다. 말보다는 돼지나 소와 같은 가축을 주로 키웠다. 동물의 모습을 표현한 조각상 등이 예술적 특징이다.

## 같이 보기
- 캅카스
- 얌나야 문화